# Luigi Einaudi
Luigi Numa Lorenzo Einaudi, född 24 mars 1874 i Carrù, Piemonte, död 30 oktober 1961 i Rom, var en italiensk nationalekonom och Italiens president 1948 till 1955.
Einaudi tog 21 år gammal juridikexamen vid Universitetet i Turin vid vilket han senare blev professor. Han blev även professor vid Turins polytekniska universitet och Bocconiuniversitetet i Milano. Han fick anställning vid tidningarna La Stampa och Corriere della Sera, för vilka han skrev till och med 1926, och var även korrespondent för The Economist. 
Einaudi återupptog artikelskrivandet och skrev kortvarigt för Corriere della Sera innan han tvingades fly till Schweiz 1943 och återvände till Italien två år senare. Han var centralbankschef på Banca d’Italia från 1945 till 1948 då han valdes att efterträda Enrico De Nicola som italiensk president. Vid ämbetsperiodens slut tillsattes han som senator på livstid.